# Acanthostracion
Acanthostracion – rodzaj morskich ryb rozdymkokształtnych z rodziny kosterowatych (Ostraciidae).

## Klasyfikacja
Gatunki zaliczane do tego rodzaju:
- Acanthostracion bucephalus
- Acanthostracion guineensis
- Acanthostracion notacanthus
- Acanthostracion polygonius – kostera plastromiodna[3]
- Acanthostracion quadricornis – kostera czteroróg[4][5], kostera trójroga[6], kostera czteroroga[7], sinoróżka[7]

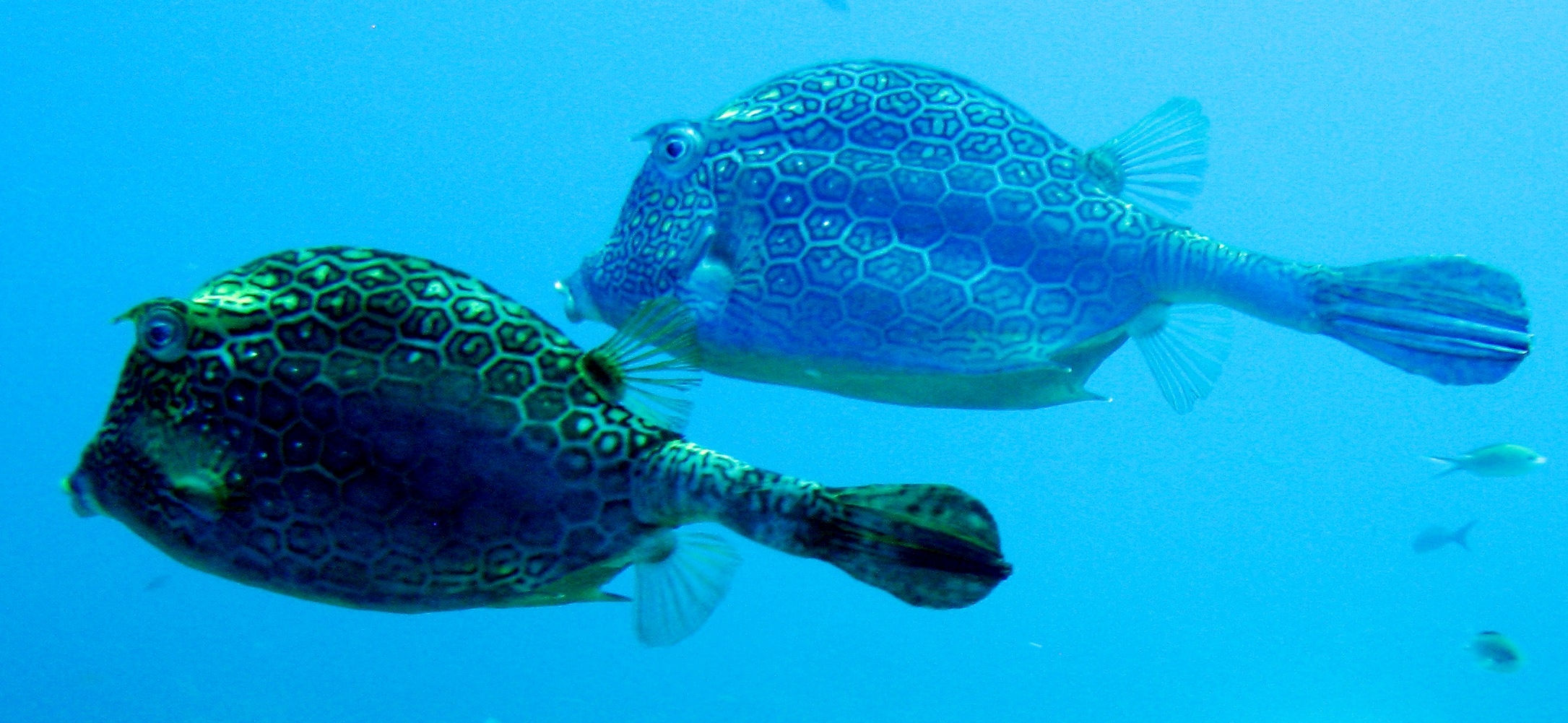
Acanthostracion polygonius